# Sitka National Monument

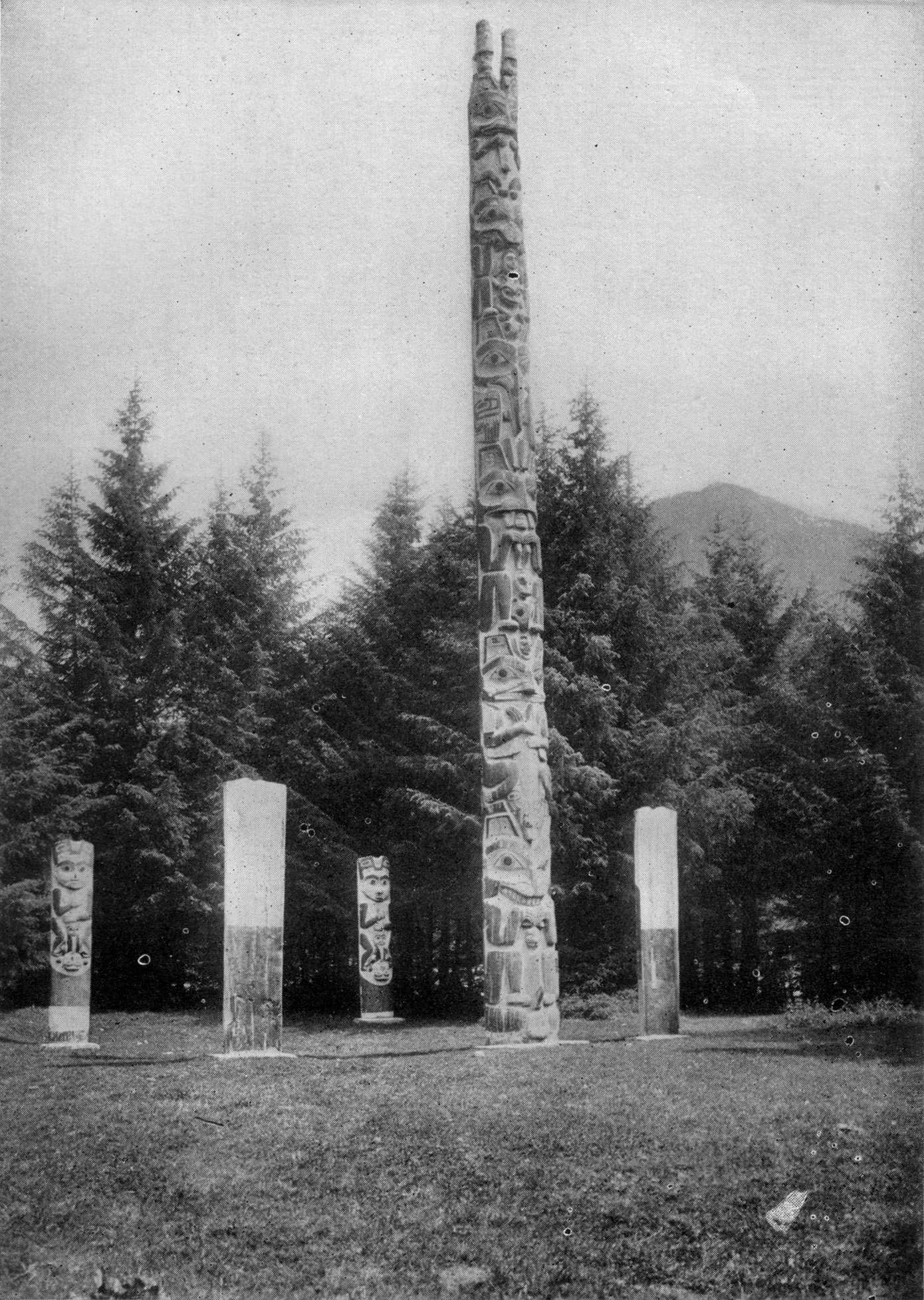
Sitka National Monument

Sitka National Monument – nieistniejący już pomnik narodowy w Stanach Zjednoczonych, w stanie Alaska. Pomnik został ustanowiony przez prezydenta Williama Howarda Tafta 23 marca 1910 roku. Pierwotnie zajmował powierzchnię około 0,23 km², jednak obszar znajdujący się pod ochroną został nieznacznie zmieniony 25 lutego 1952 roku. Decyzją Kongresu Stanów Zjednoczonych z 18 października 1972 roku pomnik przekształcono w istniejący obecnie historyczny park narodowy Sitka National Historical Park.